# Plectiscidea tumida
Plectiscidea tumida là một loài tò vò trong họ Ichneumonidae.